# Edwin Forrest
Edwin Forrest (Filadelfia, 9 de marzo de 1806 - Filadelfia, 12 de diciembre de 1872) fue un actor estadounidense.
Hizo su debut escénico en Filadelfia el año de 1820 en el teatro The Walnut. Desempeñó el papel protagónico de la obra teatral Otelo en Nueva York el año de 1826, ciudad en la que se granjeó sumos elogios y fama por sus roles shakesperianos. Sus disputas con el actor inglés William Macready derivó en el conocido disturbios de Astor Place en 1849, en el cual los seguidores de Forrest atestaron el teatro donde Macready actuaba. En dicho suceso se pidió ayuda a la milicia y los alborotadores se enfrentaron a la tropa que abrió fuego contra la multitud y de donde resultaron muertas 22 personas y 36 heridos. La reputación de Forrest nunca se repuso por completo e incluso se vio más deteriorada cuando enfrentó un pleito legal de divorcio por motivos de adulterio.
- Datos: Q1294570
- Multimedia: Edwin Forrest / Q1294570